# John Alden Carpenter
John Alden Carpenter, född den 28 februari 1876 i Park Ridge i Illinois, död den 26 april 1951 i Chicago, var en amerikansk tonsättare.

## Biografi
Carpenter växte upp i en musikalisk familj och fick sin utbildning vid Harvard University, där han studerade under John Knowles Paine. Han var där också president i Glee Club och skrev musik för Hasty-Pudding Club. Han var ett stort löfte som kompositör och reste till London för att studera under Sir Edward Elgar, och därefter återvända till USA för att studera under Bernhard Ziehn i Chicago. Han var nu också medlem av sällskapet Phi Mu Alpha Sinfonia.
Carpenter komponerade i en fransk impressionistisk stil med amerikanska särdrag. Bland hans orkestermusik finns två symfonier, men han har också skrivit kör- och balettmusik, bland annat en baserad på den hyllade serien Krazy Kat. En annan, och kanske hans mest kända, med titeln Skyscrapers, utspelar sig i New York (och som uruppfördes av Metropolitanoperan), men är lika inspirerad av hans hemstad Chicago. Ett av hans mer kända verk är också den impressionistiska orkestersviten Adventures in a Perambulator från 1914.
År 1932 avslutade han The Song of Faith för 200-årsjubileet av Georg Washingtons födelse. Han invaldes påföljande år som medlem i American Academy of Arts and Sciencies.